# Морське (Феодосійський район)
Морське́ (до 1945 року — Капсіхо́р, крим. Qapsihor) — село в Україні, у складі Феодосійського району Автономної Республіки Крим, центр Морської сільської ради. Населення — 2 245 осіб.

## Географія
Село Морське розташоване на заході території міськради, на березі Чорного моря, за 16 км на захід від міста Судак в Капсихорській долині, у гирлі річки Шелен, висота центру села над рівнем моря 43 м. Через Морське, берегом моря, проходить автодорога Р29 Алушта — Феодосія. Найближчі населені пункти — Громівка за 4 км на північ, Веселе, Межиріччя і Ворон — понад 8 км на північ — північний схід.

## Назва
Історична назва села — Капсіхор — є спотвореною формою грецької назви Καψο Χωρα, яке переводиться як «випалене село».

## Історія

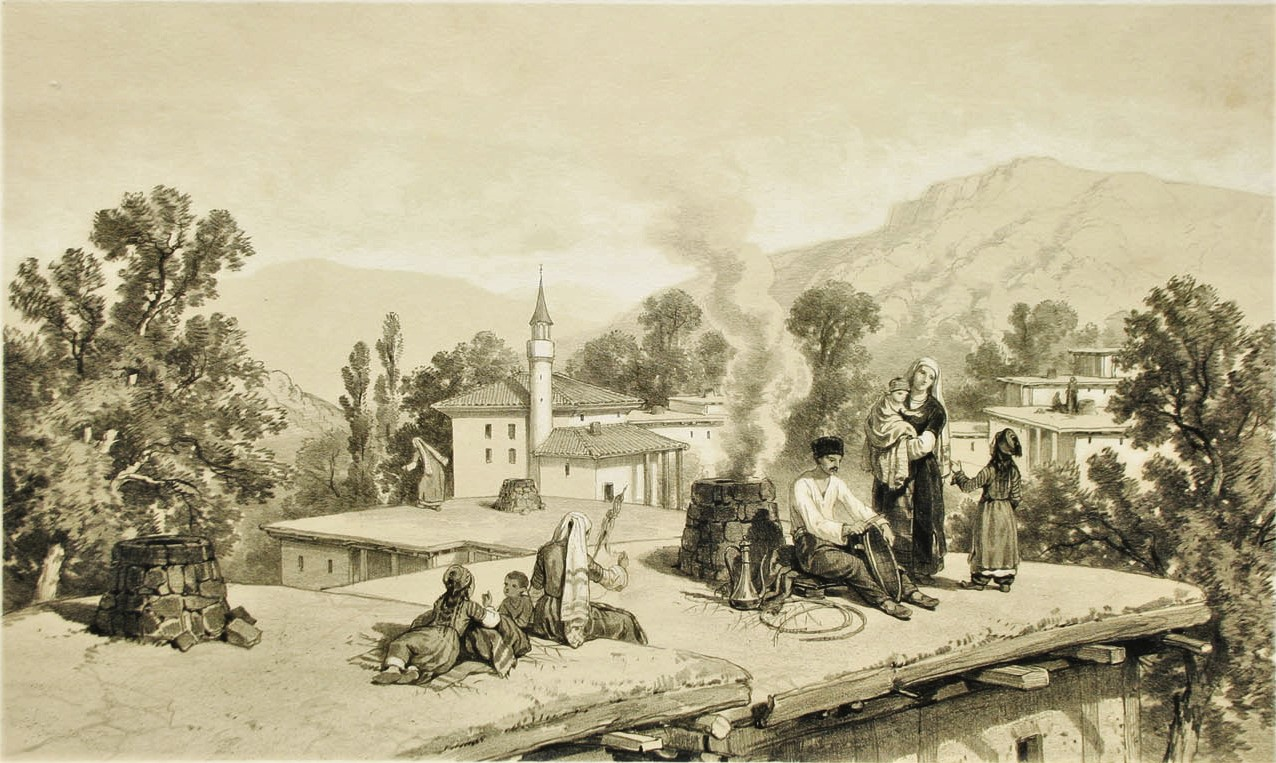
Капсіхор. «Вечірнє заняття татар». Літографія, 1843-45

Дата заснування Капсіхора (Морського) точно не встановлена. На думку дослідника А. Л. Бертье-Делагарда (1842—1920) Капсіхор існував ще до 1380 року. Також про час існування тут поселення, говорять і численні предмети домашнього вжитку, стародавні ємності, знаряддя праці знайдені на території нинішнього села. Найстародавніші з них, відносять до VIII—IX століть н. е. Ці експонати представлені у музеї села.
У 1778 році велика частина християнських жителів Капсіхора (нащадки греків, що говорили до того моменту на кримськотатарській мові) прийняла іслам, щоб уникнути виселення з Криму, якому за наказом Російського уряду піддалося все християнське населення півострова.
Станом на 1886 у селі Капсіхор Таракташської волості Феодосійського повіту Таврійської губернії мешкало 565 осіб, налічувалось 193 дворових господарства, існували 2 мечеті.
За переписом 1897 року кількість мешканців зросла до 1584 осіб (838 чоловічої статі та 746 — жіночої), з яких , 1573 — магометанської.
18 травня 1944 році, після Звільнення Криму від окупації, за постановою Державного комітету оборони СРСР № 5859 від 11 травня 1944 року, кримські татари були депортовані до Середньої Азії. Указом Президії Верховної Ради РРФСР від 21 серпня 1945 року Капсіхор був перейменований в Морське, Капсіхорська сільрада — в Морську.

Меморіал гурту Кино у с. Морське

1981 року у Морському музикантом Віктором Цоєм було засновано відомий радянський рок-гурт «Кино». З приводу 30-ї річниці заснування гурту, у Морському встановлено меморіал.

## Економіка
- В селі знаходиться ДП «Морське», входить до складу НВАО «Масандра»[5].
- Недалеко розташовані пансіонати «Зеніт» і «Сонячний камінь».

## Туризм
У курортній галузі переважає приватний сектор.

### Замок Чобан-Куле
Поблизу села знаходяться мальовничі руїни замку де Гуаско (Чобан-Куле).